# Alexander från Afrodisias

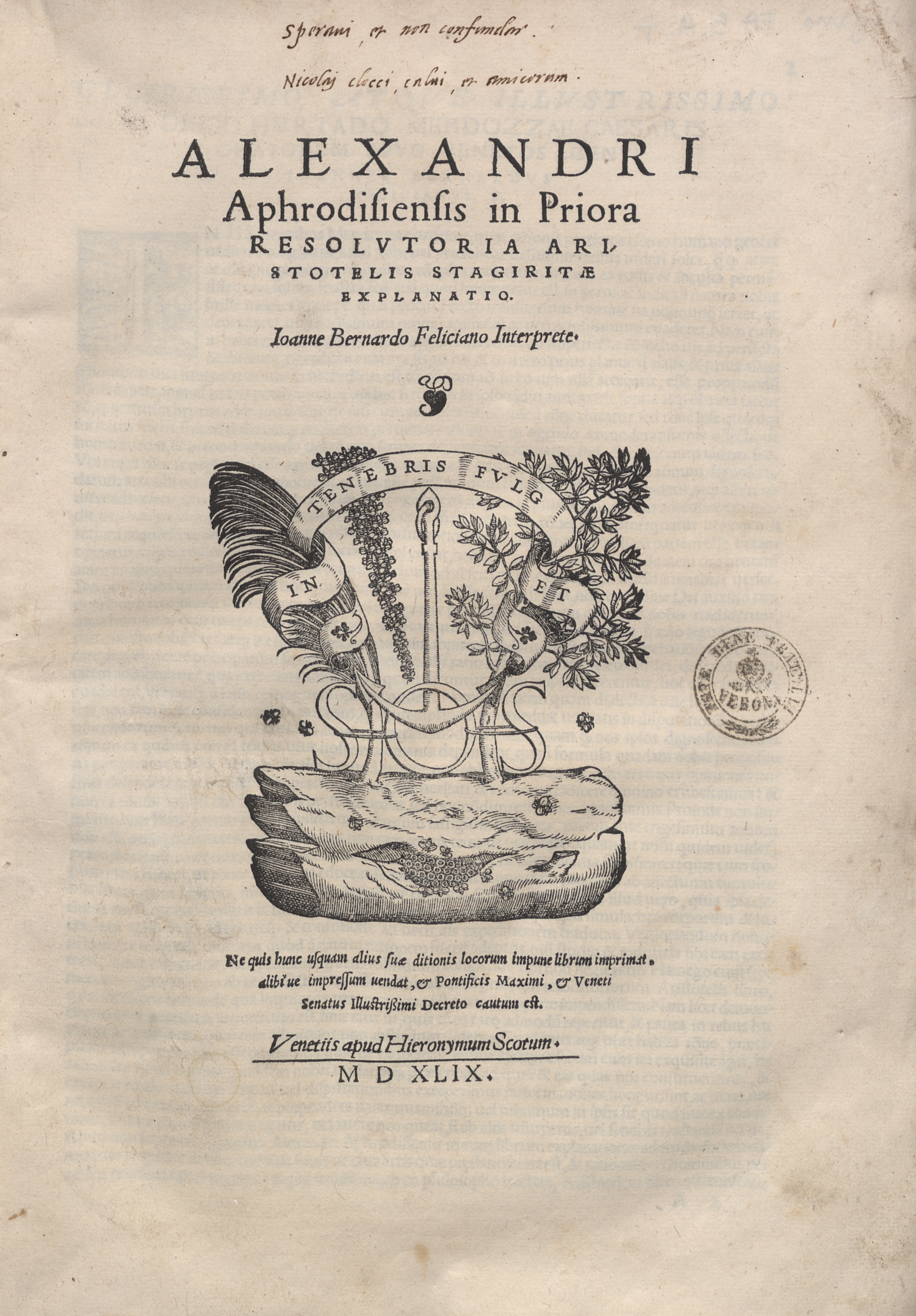
Commentaria in Analytica priora Aristotelis, 1549

Alexander från Aphrodisias, född i Aphrodisias, Karien, under 100-talet, var en grekisk filosof, och kommentator av Aristoteles’ läror. Bland hans anhängare, som kom att kallas alexandrister, finns Averroës, Avicenna och medeltidens skolastiker. För sina tolkningar av Aristoteles fick han tillnamnet ho exegetes (’redogöraren’ eller ’blottläggaren’)
Alexander kom till Aten under slutet av 100-talet, blev ledare för Lykeion, och föreläste om den peripatetiska filosofin. Syftet med hans värv var att befria Aristoteles’ doktrin från synkretismen med Ammonios Sakkas’ nyplatonism. Från Alexander finns kommentarer till följande verk av Aristoteles bevarade: Analytica Priora I, Topica, Meteorologica, De Sensu, och Metaphysica I-V. Därtill finns ett sammandrag av Metaphysica av hans hand kvar. Dessa kommentarer åtnjöt högt anseende bland araberna, som översatte dem till arabiska.
Dessutom skrev Alexander självständiga verk, av vilka Om tron räknas till en av de viktigaste. I den argumenterar han emot den stoiska doktrinen om nödvändigheten. I Om själen hävdar han att förnuftet är materiellt (nous hylikos) och oskiljaktigt från kroppen. Han argumenterade häftigt emot läran om själens odödlighet, men trodde likafullt på en Gud; han identifierade ett aktivt intellekt (nous poietikos) genom vilket det potentiella intellektet som människan är i besittning av, kunde komma i kontakt med Gud.
Bland dem som översatt Alexander till latin, finnes Hugo Grotius. Under renässansen användes hans argument mot själens odödlighet av Pietro Pomponazzi.